# MouseHunt
MouseHunt (br: Um Ratinho Encrenqueiro, pt: Não Acordem o Rato Adormecido) é um filme estadunidense lançado em 1997 do gênero comédia pastelão dirigido por Gore Verbinski, em sua estréia como diretor, escrito por Adam Rifkin, estrelado por Nathan Lane e Lee Evans e com participação de William Hickey, que veio a falecer logo após as filmagens. Foi o primeiro filme de família a ser lançado pela DreamWorks Pictures, que o lançou nos Estados Unidos em 19 de dezembro de 1997.
O filme segue dois irmãos atrapalhados em sua luta contra um pequeno e astuto rato pela posse de uma mansão que o seu pai lhes deixou de herança. O filme se passa no final do século XX, embora apresente estilos que variam do humor clássico das décadas de 1940 e 1990.

## Enredo
O outrora rico magnata dono de uma fabricante de barbantes Rudolf Smuntz morre, deixando sua fábrica para seus dois filhos, o bem-intencionado e otimista Lars Smuntz e o cínico venal Ernest "Ernie" Smuntz, que ignorou os negócios tradicionais da família para tocar sua própria vida virando um chef de cozinha de um restaurante. Quando Lars recusa uma compra de uma empresa de cabos chamada Zeppco, sua esposa faminta por dinheiro, April, o expulsa de casa. Enquanto isso, no restaurante de Ernie, o prefeito está jantando e acidentalmente come uma barata, sofrendo um ataque cardíaco fatal que fecha o estabelecimento. Sem ter para onde ir, os dois irmãos se refugiam em uma propriedade que seu pai lhes deixou, uma mansão abandonada nos arredores da cidade. Enquanto tentam dormir, os dois são incomodados por um rato e, ao tentar capturá-lo, encontram plantas de construção da casa no sótão do imóvel.
Os dois descobrem pelas plantas que a propriedade foi construída pelo famoso arquiteto Charles Lyle LaRue e que valeria uma fortuna se restaurada adequadamente. Ernie e Lars decidem restaurar a propriedade e leiloá-la para recuperar suas vidas, recusando no processo uma oferta imediata de US$ 10 milhões do colecionador de lembranças de LaRue, Alexander Falko. Durante as reformas, os dois destroem a parede onde o rato vive, levando-o a se vingar e a sabotar seus esforços de reconstrução da casa. Os métodos convencionais dos irmãos Stuntz para se livrar do rato fracassam, uma vez que os dois tentem bolar planos repetidamente à medida que cada um deles falham, incluindo a compra de um gato psicótico chamado "Catzilla" que acaba caindo no poço do elevador de lixo da cozinha e a contratação de um excêntrico exterminador de pestes chamado César. Enquanto isso, os dois irmãos descobrem que a casa tem uma hipoteca não paga, não podendo quitar a dívida e, devido à sua incapacidade de pagar aos trabalhadores, a fábrica de barbantes entra em greve.
Ernie posteriormente encontra no escritório da fábrica o contrato de venda não assinado da Zeppco e secretamente planeja aceitar o acordo. Enquanto César está trabalhando na caça ao rato na casa dos irmãos, Lars vai à fábrica para fazer barbantes suficientes para pagar a hipoteca, sendo recebido por April por quem aprendeu sobre o valor da casa e o aceita de volta. A tentativa de Ernie de se encontrar com os representantes de Zeppco falha quando ele é atropelado por um ônibus enquanto tenta impressionar duas modelos belgas, Ingrid e Hilde. Lars informa que April lhes deu o dinheiro para pagar a hipoteca, mas os dois retornam à casa para encontrá-la ainda mais destruída e com César abatido pelo rato após o pequeno animal o arrastar pela casa ao prendê-lo no cabo do guincho de seu caminhão.
Os irmãos retomam sua cruzada contra o rato, destruindo acidentalmente parte do chão com a bomba de insetos deixada caída por César. Os dois são surpreendidos por uma mensagem dos sócios da Zeppco em sua secretária eletrônica que expõe a tentativa de Ernie de vender secretamente a fábrica, causando fúria em Lars. Durante a discussão, Ernie tenta jogar uma laranja em Lars e acaba acertando o rato. Os irmãos tentam matá-lo, mas não conseguem por terem pena do ratinho, decidindo o enviar numa caixa para Cuba; os irmãos se reconciliam e terminam suas reformas. Na noite do leilão, Lars descobre a caixa do rato em sua porta, que foi devolvida pelo correio devido à falta de selo postal, com um buraco roído nela. À medida que o leilão avança, os irmãos tentam novamente capturar o rato, usando uma mangueira de jardim para inundar a parede e acuar o animal, mas a casa acaba sendo destruída, fazendo os compradores do leilão irem embora. April sai com um dos ricos compradores e os irmãos se consolam com a provável garantia de que o rato possa ter morrido durante a destruição da casa.
Os irmãos passam a noite na fábrica, sem saber que o rato, que sobreviveu, os seguiu. Testemunhando seu estado de tristeza, o rato ativa o maquinário da fábrica e coloca um pedaço de queijo nele, produzindo uma bola de queijo ralado. Inspirados, os irmãos renovam a fábrica para focar na produção de queijos em formato de corda, com Lars dirigindo a fábrica, Ernie como chef e o rato sendo o provador de sabores.

## Elenco
- Nathan Lane como Ernest "Ernie" Smuntz
- Lee Evans como Lars Smuntz
- Vicki Lewis como April Smuntz
- Eric Christmas como o advogado de Ernie e Lars
- Michael Jeter como Quincy Thorpe
- Debra Christofferson como Ingrid
- Camilla Søeberg como Hilde
- Ian Abercrombie como o leiloeiro
- Annabelle Gurwitch como Roxanne Atkins
- Eric Poppick como Theodore Plumb, o banqueiro.
- Ernie Sabella como Maury
- William Hickey como Rudolf Smuntz, pai de Ernie e Lars e magnata da fábrica de barbantes
- Christopher Walken como César
- Cliff Emmich como prefeito McKrinkle

O ator Thom Barry chegou a fazer uma rápida atuação interpretando um personagem secundário, mas sua única cena gravada acabou sendo deletada.

## Recepção
MouseHunt recebeu críticas mistas de críticos de cinema. O agregador Rotten Tomatoes relata que 42% dos 31 críticos deram ao filme uma crítica positiva. O público entrevistado pelo CinemaScore atribuiu ao filme uma nota média de "B" numa escala de A+ a F.[carece de fontes?]
O filme se tornou um sucesso financeiro. Lançado na América do Norte em 19 de dezembro de 1997, MouseHunt estreou em #4 nas bilheterias e arrecadou US$ 6.062.922 em seu fim de semana de estreia, com uma média de US$ 2.817 em 2.152 cinemas. Em seu segundo final de semana, permaneceu em quarto lugar e aumentou 60% sua renda, faturando US$ 9.702.770, com média de US$ 4.428 em 2.191 cinemas e elevando sua receita bruta em dez dias para US$ 21.505.569. O filme teve seu circuito encerrado em 1º de julho de 1998, com um bruto final de US$ 61.917.389 no mercado norte-americano e US$ 60.500.000 em outros territórios, totalizando um total mundial de US$ 122.417.389; seu orçamento era de US$ 38 milhões. O filme foi lançado no Reino Unido em 3 de abril de 1998 e estreou em segundo lugar, atrás de Titanic.